# Spuikanaal Bath
Het Spuikanaal Bath, ook wel Bathse Spuikanaal is een kanaal aangelegd als onderdeel van de Deltawerken. Het kanaal wordt alleen gebruikt om te spuien, en gaat vanaf het Zoommeer in de Nederlandse provincie Zeeland zuidwaarts, ongeveer evenwijdig aan het Schelde-Rijnkanaal, naar de Westerschelde tot in de buurt van het gehucht Bath. Daar is de Bathse spuisluis waarmee geregeld wordt wanneer en hoeveel (zoet) water op de Westerschelde geloosd wordt.
Het spuien is nodig om waterkwaliteit van het water in het Volkerak, en het noordelijk deel van het Schelde-Rijnkanaal, en het Zoommeer te beheersen, en ook om overtollig water af te voeren.
Het kanaal is 8,4 km lang, 135 meter breed (aan het oppervlak), 65 meter (op de bodem) en 7 meter diep. Door de spuisluis kan 330 m³ per seconde  geloosd worden. Overigens kan alleen gespuid worden wanneer het niveau van de Westerschelde lager is dan in het kanaal omdat er geen pompen zijn. De data over het spuien zijn door iedereen op te vragen.